# Musikjahr 1979
Liste der Musikjahre

◄◄ | ◄ | 1975 | 1976 | 1977 | 1978 | Musikjahr 1979 | 1980 | 1981 | 1982 | 1983 | ► | ►►

Weitere Ereignisse · Country-Musik
Dieser Artikel behandelt das Musikjahr 1979.
Die erfolgreichste Single in Deutschland veröffentlichte Peter Maffay mit So bist du; auf Platz drei gelangten zum Ende der Disco-Welle die Village People mit Y.M.C.A., das in der Schweiz die meistverkaufte Single war. In den USA stand My Sharona von The Knack an der Spitze der Billboard-Jahrescharts. Das Debütalbum Dire Straits war das meistverkaufte Album in Deutschland.

## Ereignisse

### Populäre Musik
- 05. Januar: Prince gibt im Capri Theater in seiner Heimatstadt Minneapolis in Minnesota sein erstes Livekonzert in seiner Karriere.
- 09. Januar: Anlässlich des Internationalen Jahres des Kindes treten die Bee Gees beim Konzert für UNICEF mit ihrem Titel Too Much Heaven auf. Dessen gesamte weltweit erzielte Tantiemen vermacht die Gruppe dem Kinderhilfswerk der Vereinten Nationen.
- 11. Februar: Die britische Rockband Dire Straits startet in Rotterdam ihre Communiqué Tour.
- 16. März: Die britische Rockband Supertramp startet in Boulder ihre Breakfast in America Tour.
- 31. März: Gali Atari und Milk & Honey gewinnen in Jerusalem mit dem Lied Hallelujah für Israel die 24. Auflage des Eurovision Song Contest.
- 31. März: Mike Oldfield geht zum ersten Mal in seiner Karriere auf eine Tournee und startet in Barcelona seine Tour of Europe.
- 21. Mai: Elton John gibt als erster westlicher Popstar ein Konzert in der Sowjetunion in Leningrad. Insgesamt hat er bis zum 28. Mai acht Auftritte in Leningrad und Moskau.
- 06. Juli: Am Volkstheater Rostock wird in der DDR die erste Rockoper Rosa Laub uraufgeführt.
- 14. Juli: Auf dem Place de la Concorde in Paris spielt Jean-Michel Jarre mit seinen Kompositionen Oxygène und Equinoxe ein Konzert vor mehr als einer Million Menschen.
- 18. September: Mit einer „Klangwolke“ wird in Linz die erste Ars Electronica eröffnet.
- 26. Oktober: Fleetwood Mac starten in Pocatello ihre Tusk Tour. Die Tournee endet nach 112 Konzerten am 1. September 1980 in Los Angeles.
- 09. November: Die britische Musikgruppe Iron Maiden veröffentlicht mit der EP The Soundhouse Tapes ihre Demoaufnahme.
- 22. November: Die britische Rockband Queen startet in Dublin ihre Crazy Tour.

### Klassische Musik
- Mauricio Kagel vollendet seine Komposition Zehn Märsche, um den Sieg zu verfehlen für Bläserensemble und Schlagzeug.

### Musiktheater
- 24. Februar: Die unvollendet gebliebene Oper Lulu von Alban Berg nach zwei Theaterstücken von Frank Wedekind wird in einer fertiggestellten Version von Friedrich Cerha an der Pariser Oper unter der Regie von Pierre Boulez uraufgeführt.
- 01. März: Am George Gershwin Theatre in New York City wird das Musical Sweeney Todd von Stephen Sondheim uraufgeführt.
- 08. März: An der Staatsoper in Hamburg erfolgt die Uraufführung der Kammeroper Jakob Lenz von Wolfgang Rihm frei nach Georg Büchners Erzählung Lenz.
- 24. November: In Ost-Berlin findet die Uraufführung der Oper Leonce und Lena von Paul Dessau statt, der am 28. Juni des Jahres verstorben war.

### Film
- 17. August: Die Uraufführung des Spielfilms Monty Python’s Life of Brian (Das Leben des Brian) der britischen Komikergruppe Monty Python führt zu Protesten christlicher und jüdischer Gruppierungen, die eine Verhöhnung ihrer religiösen Gefühle wahrnehmen. In der Folge kommt es zu Aufführungsboykotten und -verboten in mehreren Ländern. Die Musik des Films stammt von Geoffrey Burgon und Eric Idle. Das Abschlusslied des Films Always Look on the Bright Side of Life wird weit über den Filmkontext hinaus bekannt.

### Musikindustrie
- 01. Juli: Sony bringt den ersten Walkman auf den Markt.

## Musikcharts

### Deutschland
| Singles                            | Position | Alben                                   |
| ---------------------------------- | -------- | --------------------------------------- |
|                                    |          |                                         |
| So bist du Peter Maffay            | 1        | Dire Straits                            |
| Born to Be Alive Patrick Hernandez | 2        | Pyramid The Alan Parsons Project        |
| Y.M.C.A. Village People            | 3        | Wish You Were Here Pink Floyd           |
| Heart of Glass Blondie             | 4        | Breakfast in America Supertramp         |
| Bright Eyes Art Garfunkel          | 5        | Gone to Earth Barclay James Harvest     |
| Dschinghis Khan                    | 6        | Steppenwolf Peter Maffay                |
| Pop Muzik M                        | 7        | Träumereien Richard Clayderman          |
| Chiquitita ABBA                    | 8        | Angel Station Manfred Mann’s Earth Band |
| Moskau Dschinghis Khan             | 9        | Ballade pour Adeline Richard Clayderman |
| Some Girls Racey                   | 10       | Spirits Having Flown Bee Gees           |

Die längsten Nummer-eins-Singles
Lieder, die die meiste Zeit während eines anderen Jahres auf Platz eins der Charts verbrachten, werden hier nicht aufgeführt.
1. Village People – Y.M.C.A.; Boney M. – El Lute / Gotta Go Home (jeweils 8 Wochen)
2. M – Pop Muzik; Thom Pace – Maybe (jeweils 6 Wochen)
3. Patrick Hernandez – Born to Be Alive; Cliff Richard – We Don’t Talk Anymore (jeweils 5 Wochen)

Die längsten Nummer-eins-Alben
Alben, die die meiste Zeit während eines anderen Jahres auf Platz eins der Charts verbrachten, werden hier nicht aufgeführt.
1. Peter Maffay – Steppenwolf (9 Wochen)
2. Richard Clayderman – Träumereien (7 Wochen)
3. Peter Maffay – Frei sein (5 Wochen)

Alle Nummer-eins-Hits und die Hits des Jahres

### Österreich
| Singles                                                       | Position | Alben                                   |
| ------------------------------------------------------------- | -------- | --------------------------------------- |
|                                                               |          |                                         |
| One Way Ticket Eruption                                       | 1        | Träumereien Richard Clayderman          |
| Born to Be Alive Patrick Hernandez                            | 2        | Breakfast In America Supertramp         |
| Y.M.C.A. Village People                                       | 3        | Dunkelgraue Lieder Ludwig Hirsch        |
| Ballade pour Adeline Richard Clayderman                       | 4        | Spirits Having Flown Bee Gees           |
| El Lute Boney M.                                              | 5        | Ballade pour Adeline Richard Clayderman |
| Pop Muzik M                                                   | 6        | Discovery Electric Light Orchestra      |
| Und manchmal weinst du sicher ein paar Tränen Peter Alexander | 7        | Voulez-Vous ABBA                        |
| Darlin’ Frankie Miller                                        | 8        | Angel Station Manfred Mann’s Earth Band |
| Can I Reach You Jack Goldbird                                 | 9        | Cruisin’ Village People                 |
| Trojan Horse Luv’                                             | 10       | Oceans Of Fantasy Boney M.              |

Die längsten Nummer-eins-Singles
Lieder, die die meiste Zeit während eines anderen Jahres auf Platz 1 der Charts verbrachten, werden hier nicht aufgeführt.
1. Eruption – One Way Ticket; Blondie – Heart of Glass; Boney M. – El Lute / Gotta Go Home (jeweils 9 Wochen)
2. Village People – Y.M.C.A. (8 Wochen)
3. Cliff Richard – We Don’t Talk Anymore (7 Wochen)

Die längsten Nummer-eins-Alben
Alben, die die meiste Zeit während eines anderen Jahres auf Platz eins der Charts verbrachten, werden hier nicht aufgeführt.
1. Richard Clayderman – Träumereien (13 Wochen)
2. (Verschiedene Interpreten) – Disco Laser (9 Wochen)
3. Boney M. – Oceans of Fantasy (8 Wochen)

Alle Nummer-eins-Hits und die Hits des Jahres

### Schweiz
| Position | Singles                                                       |
| -------- | ------------------------------------------------------------- |
|          |                                                               |
| 1        | Y.M.C.A. Village People                                       |
| 2        | Tu sei l’unica donna per me Alan Sorrenti                     |
| 3        | Bright Eyes Art Garfunkel                                     |
| 4        | Gloria Umberto Tozzi                                          |
| 5        | We Don’t Talk Anymore Cliff Richard                           |
| 6        | Music Box Dancer Frank Mills                                  |
| 7        | One Way Ticket Eruption                                       |
| 8        | El Lute Boney M.                                              |
| 9        | Chiquitita ABBA                                               |
| 10       | Und manchmal weinst du sicher ein paar Tränen Peter Alexander |

Die längsten Nummer-eins-Singles
Lieder, die die meiste Zeit während eines anderen Jahres auf Platz 1 der Charts verbrachten, werden hier nicht aufgeführt.
1. Alan Sorrenti – Tu sei l’unica donna per me (9 Wochen)
2. Village People – Y.M.C.A. (8 Wochen)
3. Cliff Richard – We Don’t Talk Anymore (6 Wochen)

Alle Nummer-eins-Hits und die Hits des Jahres

### Vereinigtes Königreich
| Singles                                             | Position | Alben                                                       |
| --------------------------------------------------- | -------- | ----------------------------------------------------------- |
|                                                     |          |                                                             |
| Bright Eyes Art Garfunkel                           | 1        | Parallel Lines Blondie                                      |
| Heart of Glass Blondie                              | 2        | Discovery ELO                                               |
| We Don’t Talk Anymore Cliff Richard                 | 3        | The Very Best of Leo Sayer Leo Sayer                        |
| I Don’t Like Mondays The Boomtown Rats              | 4        | Breakfast in America Supertramp                             |
| When You’re in Love with a Beautiful Woman Dr. Hook | 5        | Voulez-Vous ABBA                                            |
| I Will Survive Gloria Gaynor                        | 6        | Barbra Streisand’s Greatest Hits, Volume 2 Barbra Streisand |
| Are ‘Friends’ Electric? Tubeway Army                | 7        | Spirits Having Flown Bee Gees                               |
| Sunday Girl Blondie                                 | 8        | Greatest Hits Vol. 2 ABBA                                   |
| Dance Away Roxy Music                               | 9        | Reggatta de Blanc The Police                                |
| One Day at a Time Lena Martell                      | 10       | Greatest Hits, Vol. 1 Rod Stewart                           |

Die längsten Nummer-eins-Singles
Lieder, die die meiste Zeit während eines anderen Jahres auf Platz 1 der Charts verbrachten, werden hier nicht aufgeführt.
1. Art Garfunkel – Bright Eyes (6 Wochen)
2. Blondie – Heart of Glass (5 Wochen)
3. Gloria Gaynor – I Will Survive; Tubeway Army – Are ‘Friends’ Electric?; The Boomtown Rats – I Don’t Like Mondays; Cliff Richard – We Don’t Talk Anymore (jeweils 4 Wochen)

Die längsten Nummer-eins-Alben
Alben, die die meiste Zeit während eines anderen Jahres auf Platz eins der Charts verbrachten, werden hier nicht aufgeführt.
1. (Verschiedene Interpreten) – The Best Disco Album in the World (6 Wochen)
2. Electric Light Orchestra – Discovery (5 Wochen)
3. Blondie – Parallel Lines; Barbra Streisand – Barbra Streisand’s Greatest Hits, Volume 2; ABBA – Voulez-Vous; ABBA – Greatest Hits Vol. 2; Rod Stewart – Greatest Hits, Vol. 1 (jeweils 4 Wochen)

Alle Nummer-eins-Hits und die Hits des Jahres

### Vereinigte Staaten
Die längsten Nummer-eins-Singles
Lieder, die die meiste Zeit während eines anderen Jahres auf Platz 1 der Charts verbrachten, werden hier nicht aufgeführt.
1. The Knack – My Sharona (6 Wochen)
2. Donna Summer – Hot Stuff (5 Wochen)
3. Rod Stewart – Da Ya Think I’m Sexy?; Peaches & Herb – Reunited (jeweils 4 Wochen)

Die längsten Nummer-eins-Alben
Alben, die die meiste Zeit während eines anderen Jahres auf Platz 1 der Charts verbrachten, werden hier nicht aufgeführt.
1. Eagles – The Long Run (8 Wochen)
2. Led Zeppelin – In Through the Out Door (7 Wochen)
3. Donna Summer – Bad Girls; Supertramp – Breakfast in America; Bee Gees – Spirits Having Flown (jeweils 6 Wochen)

Alle Nummer-eins-Hits und die Hits des Jahres

### Charts in weiteren Ländern
Siehe auch: Nummer-eins-Hits 1979 in  Australien, Belgien, Deutschland, Finnland, Frankreich, Irland, Italien, Japan, Kanada, Neuseeland, den Niederlanden, Norwegen, Österreich, Schweden, der Schweiz, Spanien, den Vereinigten Staaten und im Vereinigten Königreich.

## Musikpreise und Ehrungen

### Grammy Awards 1979
Single des Jahres (Record of the Year):
- Just the Way You Are von Billy Joel

Album des Jahres (Album of the Year):
- Saturday Night Fever Soundtrack von verschiedenen Interpreten

Song des Jahres (Song of the Year):
- Just the Way You Are von Billy Joel (Autor: Billy Joel)

Bester neuer Künstler (Best New Artist):
- A Taste of Honey

### Oscarverleihung 1979

#### Beste Filmmusik (Original Score)
Giorgio Moroder – 12 Uhr nachts – Midnight Express (Midnight Express)
Jerry Goldsmith – The Boys from Brazil
Dave Grusin – Der Himmel soll warten (Heaven Can Wait)
Ennio Morricone – In der Glut des Südens (Days of Heaven)
John Williams – Superman

#### Beste Filmmusik (Original Song Score)
Joe Renzetti – Die Buddy Holly Story (The Buddy Holly Story)
Quincy Jones – The Wiz – Das zauberhafte Land (The Wiz)
Jerry Wexler – Pretty Baby

#### Bester Song
Last Dance aus Gottseidank, es ist Freitag (Thank God It's Friday) – Paul Jabara
Hopelessly Devoted to You aus Grease – John Farrar
Ready to Take a Chance Again aus Eine ganz krumme Tour (Foul Play) – Charles Fox, Norman Gimbel
The Last Time I Felt Like This aus Nächstes Jahr, selbe Zeit (Same Time, Next Year) – Alan Bergman, Marilyn Bergman, Marvin Hamlisch
When You’re Loved aus Unsere Lassie (The Magic of Lassie) – Richard M. Sherman, Robert B. Sherman

#### Bester Ton
C. Darin Knight, William McCaughey, Richard Portman, Aaron Rochin – Die durch die Hölle gehen (The Deer Hunter)
Willie D. Burton, Joel Fein, Tex Rudloff, Curly Thirlwell – Die Buddy Holly Story (The Buddy Holly Story)
Roy Charman, Graham V. Hartstone, Nicolas Le Messurier, Gordon K. McCallum – Superman
Robert J. Glass, Robert Knudson, Don MacDougall, Jack Solomon – Um Kopf und Kragen (Hooper)
Robert W. Glass junior, John T. Reitz, Barry Thomas, John Wilkinson – In der Glut des Südens (Days of Heaven)

### Spellemannprisen 1979
Jazz-Plate
- Bjørn Alterhaug

Pop-Plate
- Anita Skorgan

Spesialpris
- Pete Knutsen

### Musikwettbewerbe
Eurovision Song Contest
1. Gali Atari and Milk and Honey: Hallelujah
2. Betty Missiego: Su canción
3. Anne-Marie David: Je suis l’enfant-soleil
4. Dschinghis Khan: Dschinghis Khan
5. Cathal Dunne: Happy Man

## Gründungen
- Hans-A-Plast – deutsche Punkband aus Hannover
- Bad Brains – US-amerikanische Hardcore/Reggae-Band
- Death Row – US-amerikanische Proto-Doom-Band
- Eye to Eye – britisch-amerikanisches Popduo
- Intimspray – österreichisch-englische Politpunk-New Wave Band
- Men at Work – australische Rockband
- No Means No – kanadische Hardcore-Punk-Band
- Fehlfarben – deutschsprachige Rockband aus Düsseldorf und Wuppertal
- Godewind – deutsche Band aus Schleswig-Holstein mit Liedern in niederdeutscher Sprache
- Social Distortion – US-amerikanische Punkrock-Band
- Varieté Zirkus Aladin – schweizerischer Zirkus aus Zürich
- Zana – serbische New-Wave- und Pop-Rock-Band aus Belgrad
- Zeltinger Band – deutsche Rockband aus Köln

## Neuveröffentlichungen (Auswahl)

### Lieder und Kompositionen
| Lied                              | Text                                              | Musik                                             | Erstinterpret                         | Label                                              | Veröffentlichung  | Genre                         | Album                     | Weitere Informationen                                                   |
| --------------------------------- | ------------------------------------------------- | ------------------------------------------------- | ------------------------------------- | -------------------------------------------------- | ----------------- | ----------------------------- | ------------------------- | ----------------------------------------------------------------------- |
| Armagideon Time                   | Wilbert Keith Williams                            | Jackie Mittoo, Clement Seymour Dodd               | Willie Williams                       | Studio One                                         | 1979              | Roots Reggae                  |                           |                                                                         |
| Blow Away                         | George Harrison                                   | George Harrison                                   | George Harrison                       | Dark Horse Records, Warner Brothers, EMI Group     | 16. Februar 1979  | Pop                           | George Harrison           |                                                                         |
| Blue Peter                        |                                                   | Herbert Ashworth-Hope                             | Mike Oldfield                         | Virgin Records                                     | 30. November 1979 | Folk                          |                           | Titelmusik der britischen BBC-Sendung Blue Peter zwischen 1979 und 1989 |
| Boogie Wonderland                 | Allee Willis, Jon Lind                            | Allee Willis, Jon Lind                            | Earth, Wind and Fire mit The Emotions | ARC/Columbia                                       | 24. April 1979    | Disco, Funk                   | I Am                      |                                                                         |
| Bye Bye Lady Blue                 | Manfred Hübler, Leo Leandros, Wolfgang Mürmann    | Manfred Hübler, Leo Leandros, Wolfgang Mürmann    | Freddy Quinn                          | Polydor                                            | 1979              | Schlager                      | Du hast mein Wort         |                                                                         |
| Contact                           | Stewart Copeland                                  | Stewart Copeland                                  | The Police                            | A&M Records                                        | 22. November 1979 | Rock                          | Reggatta de Blanc         |                                                                         |
| Dat Leed van den Häftling Nr. 562 | Oswald Andrae                                     | Helmut Debus                                      | Helmut Debus                          |                                                    | 1979              | plattdeutsches Antikriegslied |                           | englische Übersetzung: Prisoner 562                                     |
| Deathwish                         | Andy Summers, Sting, Stewart Copeland             | Andy Summers, Sting, Stewart Copeland             | The Police                            | A&M Records                                        | 22. November 1979 | New Wave, Rock                | Reggatta de Blanc         |                                                                         |
| Diamonds                          | Amanda Lear, Anthony Monn                         | Amanda Lear, Anthony Monn                         | Amanda Lear                           | Ariola Records                                     | 1979              | Euro Disco                    | Never Trust a Pretty Face |                                                                         |
| Does Everyone Stare               | Stewart Copeland                                  | Stewart Copeland                                  | The Police                            | A&M Records                                        | 22. November 1979 | Rock                          | Reggatta de Blanc         |                                                                         |
| Fashion Pack                      | Amanda Lear, Anthony Monn                         | Amanda Lear, Anthony Monn                         | Amanda Lear                           | Ariola Records                                     | 1979              | Euro Disco                    | Never Trust a Pretty Face |                                                                         |
| Faster                            | George Harrison                                   | George Harrison                                   | George Harrison                       | Dark Horse Records, Warner Brothers, EMI Group     | 20. Februar 1979  | Pop                           | George Harrison           |                                                                         |
| Fools in Love                     | Joe Jackson                                       | Joe Jackson                                       | Joe Jackson                           | A&M Records                                        | 18. Mai 1979      | Reggae, New Wave              | Look Sharp!               |                                                                         |
| Got the Time                      | Joe Jackson                                       | Joe Jackson                                       | Joe Jackson                           | A&M Records                                        | 5. Januar 1979    | New Wave                      | Look Sharp!               |                                                                         |
| Guilty                            | Mike Oldfield                                     | Mike Oldfield                                     | Mike Oldfield                         | Virgin Records                                     | 21. April 1979    | Disco, Europop, Rock          |                           |                                                                         |
| Hallelujah                        | Kobi Oshrat                                       | Kobi Oshrat                                       | Gali Atari und Milk & Honey           |                                                    | 1979              |                               |                           | Siegertitel des Eurovision Song Contest 1979                            |
| I’ll Never Say Goodbye            | Alan Bergman, Marilyn Bergman                     | David Shire                                       | Melissa Manchester                    |                                                    | 1979              | Filmmusik                     |                           | Filmsong aus dem Film The Promise                                       |
| I’m the Man                       | Joe Jackson                                       | Joe Jackson                                       | Joe Jackson                           | A&M Records                                        | 30. November 1979 | New Wave, Rock                | I’m the Man               |                                                                         |
| It’s Alright For You              | Sting, Stewart Copeland                           | Sting, Stewart Copeland                           | The Police                            | A&M Records                                        | 22. November 1979 | Punk, Rock                    | Reggatta de Blanc         |                                                                         |
| It’s Different for Girls          | Joe Jackson                                       | Joe Jackson                                       | Joe Jackson                           | A&M Records                                        | 30. November 1979 | New Wave                      | I’m the Man               |                                                                         |
| It’s Easy to Say                  | Henry Mancini und Robert Wells                    | Henry Mancini und Robert Wells                    | Dudley Moore und Julie Andrews        |                                                    | 1979              | Filmmusik                     |                           | Filmsong aus dem Film Zehn – Die Traumfrau                              |
| Love Comes to Everyone            | George Harrison                                   | George Harrison                                   | George Harrison                       | Dark Horse Records, Warner Brothers, EMI Group     | 20. Februar 1979  | Pop                           | George Harrison           |                                                                         |
| Nachts, wenn alles schläft        | Howard Carpendale, Joachim Horn-Bernges, Fred Jay | Howard Carpendale, Joachim Horn-Bernges, Fred Jay | Howard Carpendale                     | EMI                                                | August 1979       | Schlager                      | Mein Weg zu dir           |                                                                         |
| On Any Other Day                  | Stewart Copeland                                  | Stewart Copeland                                  | The Police                            | A&M Records                                        | 22. November 1979 | Rock                          | Reggatta de Blanc         |                                                                         |
| Pocahontas                        | Neil Young                                        | Neil Young                                        | Neil Young                            | Reprise Records                                    | 2. Juli 1979      | Folk-Rock                     | Rust Never Sleeps         |                                                                         |
| Rockestra Theme                   |                                                   | Paul McCartney                                    | Wings                                 | Parlophone/EMI (UK), Columbia Records (USA/Kanada) | 8. Juni 1979      | Rock                          | Back to the Egg           | Instrumental                                                            |
| Sexy Eyes                         | Keith Stegall, Chris Waters, Robert J. Mather     | Keith Stegall, Chris Waters, Robert J. Mather     | Dr. Hook & the Medicine Show          | EMI Electrola                                      | September 1979    | Pop                           | Pleasure & Pain           |                                                                         |
| Sunday Papers                     | Joe Jackson                                       | Joe Jackson                                       | Joe Jackson                           | A&M Records                                        | Februar 1979      | New Wave, Reggae, Ska         | Look Sharp!               |                                                                         |
| Tausend Jahre sind ein Tag        | Siegfried Rabe, Udo Jürgens                       | Siegfried Rabe, Udo Jürgens                       | Udo Jürgens                           |                                                    | 1979              | Schlager                      | Udo ’80                   |                                                                         |
| Truth Hits Everybody              | Sting                                             | Sting                                             | The Police                            | A&M Records                                        | Juni 1979         | Rock, New Wave                | Outlandos d’Amour         |                                                                         |

### Alben
| Album                               | Interpret                                              | Label                                            | Veröffentlichung          | Genre                                      | Weitere Informationen            |
| ----------------------------------- | ------------------------------------------------------ | ------------------------------------------------ | ------------------------- | ------------------------------------------ | -------------------------------- |
| 8:30                                | Weather Report                                         | Columbia Records                                 | August 1979               | Fusion                                     |                                  |
| ABBA Live at Wembley Arena          | ABBA                                                   | Polar, Universal                                 | 10. November 1979         | Pop                                        |                                  |
| Angel Station                       | Manfred Mann’s Earth Band                              | Bronze Records                                   | 9. März 1979              | Rock, Pop-Rock                             |                                  |
| Black Rose – A Rock Legend          | Thin Lizzy                                             | Vertigo Records                                  | 13. April 1979            | Hard Rock                                  |                                  |
| Bomber                              | Motörhead                                              | Bronze Records                                   | 27. Oktober 1979          | Heavy Metal                                |                                  |
| Breakfast in America                | Supertramp                                             | A&M Records                                      | 29. März 1979             | Pop                                        |                                  |
| Communiqué                          | Dire Straits                                           | Vertigo Records                                  | 15. Juni 1979             | Rock                                       |                                  |
| Crusader                            | Chris de Burgh                                         | A&M Records                                      | 1. Januar 1979            | Rock                                       |                                  |
| Da bist du ja                       | Manfred Krug                                           | Intercord                                        | 1979                      | Easy Listening, Jazz, Swing                |                                  |
| Degüello                            | ZZ Top                                                 | Warner Bros.                                     | 27. August 1979           | Bluesrock, Southern Rock                   |                                  |
| Down to Earth                       | Rainbow                                                | Polydor                                          | 3. August 1979            | Hard Rock, Heavy Metal                     |                                  |
| Dynasty                             | Kiss                                                   | Casablanca Records                               | 23. Mai 1979              | Hard Rock, Rock                            |                                  |
| Eve                                 | The Alan Parsons Project                               | Arista Records                                   | 27. August 1979           | Pop-Rock, Progressive Rock                 |                                  |
| God Is More Than Love Can Ever Be   | Sun Ra                                                 | Saturn Records                                   | 1979                      | Jazz                                       |                                  |
| Grönemeyer                          | Herbert Grönemeyer                                     | Intercord                                        | 18. April 1979            | Rockmusik                                  |                                  |
| Head Games                          | Foreigner                                              | Atlantic Records                                 | 10. September 1979        | Hard Rock, Adult Oriented Rock             |                                  |
| Highway to Hell                     | AC/DC                                                  | Atlantic Records                                 | 27. Juli 1979             | Hard Rock, Bluesrock                       |                                  |
| In Through the Out Door             | Led Zeppelin                                           | Swan Song Records                                | 15. August 1979           | Hard Rock                                  |                                  |
| It’s Alive (Ramones-Album)          | Ramones                                                | Sire Records                                     | April 1979                | Punkrock, Rock                             | Livealbum                        |
| Joe’s Garage Act I & II             | Frank Zappa                                            | Zappa Records, CBS, Rykodisc                     | 3. September 1979 (Act I) | Rockmusik                                  | 19. November 1979 (Act II & III) |
| Live Killers                        | Queen                                                  | EMI/Parlophone                                   | 22. Juni 1979             | Rock                                       | Livealbum                        |
| Live Rust                           | Neil Young                                             | Reprise Records                                  | 14. November 1979         | Folkrock                                   |                                  |
| Lodger                              | David Bowie                                            | Rykodisc, EMI Group                              | 18. Mai 1979              | Artrock, New Wave, Weltmusik               |                                  |
| London Calling                      | The Clash                                              | Columbia Records, Epic Records                   | 14. Dezember 1979         | Punk, New Wave, Post-Punk                  |                                  |
| Love Explosion                      | Tina Turner                                            | United Artists Records                           | 6. März 1979              | Pop                                        |                                  |
| Lovedrive                           | Scorpions                                              | EMI Group                                        | 25. Februar 1979          | Hard Rock                                  |                                  |
| Lovehunter                          | Whitesnake                                             | United Artists Records                           | 1. Oktober 1979           | Hard Rock                                  |                                  |
| Mingus                              | Joni Mitchell                                          | Asylum                                           | 13. Juni 1979             | Jazz                                       |                                  |
| Never Trust a Pretty Face           | Amanda Lear                                            | Ariola Records                                   | 1979                      | Euro Disco                                 |                                  |
| Nice Guys                           | Art Ensemble of Chicago                                | ECM Records                                      | 1979                      | Creative Jazz                              |                                  |
| Nie und nimmer                      | Wolfgang Ambros                                        | Bellaphon Records                                | September 1979            | Pop-Rock                                   |                                  |
| No Mean City                        | Nazareth                                               | Mountain Records                                 | 13. Januar 1979           | Hard Rock                                  |                                  |
| Oceans of Fantasy                   | Boney M.                                               | Hansa Records                                    | 21. September 1979        | Euro Disco, Rhythm and Blues, Reggae       |                                  |
| Off the Wall                        | Michael Jackson                                        | Epic Records                                     | 10. August 1979           | R&B, Pop, Disco                            |                                  |
| Omniverse                           | Sun Ra                                                 | El Saturn Records                                | 1979                      | Jazz                                       |                                  |
| On Jupiter                          | Sun Ra                                                 | El Saturn Records                                | 1979                      | Jazz                                       |                                  |
| On Parole                           | Motörhead                                              | United Artists Records                           | 2. November 1979          | Heavy Metal                                | Aufnahmen von 1975               |
| Overkill                            | Motörhead                                              | Bronze Records                                   | 24. März 1979             | Heavy Metal                                |                                  |
| Platinum                            | Mike Oldfield                                          | Virgin Records                                   | 23. November 1979         | Progressive Rock                           |                                  |
| Prince                              | Prince                                                 | Warner Bros. Records                             | 19. Oktober 1979          | Contemporary R&B, Funk, Pop, Rock          |                                  |
| Reggatta de Blanc                   | The Police                                             | Surrey Sound Studios                             | 5. Oktober 1979           | New Wave, Post-Punk, Reggae Rock, Pop-Rock |                                  |
| Recent Songs                        | Leonard Cohen                                          | CBS Records                                      | 27. September 1979        | Folk                                       |                                  |
| Rust Never Sleeps                   | Neil Young                                             | Reprise Records                                  | 22. Juni 1979             | Folkrock, Rock, Hardrock                   |                                  |
| Saxon                               | Saxon                                                  | Carrere Records                                  | 21. Mai 1979              | Hard Rock, Heavy Metal                     |                                  |
| Secrets                             | Robert Palmer                                          | Island Records                                   | 15. Juni 1979             | Rock, Hard Rock                            |                                  |
| Sleep Dirt                          | Frank Zappa                                            | Discreet                                         | 1979                      | Jazz                                       |                                  |
| Sleep My Love                       | Philip Catherine, Charlie Mariano und Jasper van’t Hof | CMP Records                                      | 1979                      | Jazz                                       |                                  |
| Sleeping Beauty                     | Sun Ra                                                 | El Saturn                                        | 1979                      | Jazz                                       |                                  |
| State of Shock                      | Ted Nugent                                             | Epic Records                                     | 17. Mai 1979              | Hard Rock                                  |                                  |
| Steppenwolf                         | Peter Maffay                                           | Telefunken                                       | 1979                      | Rock                                       |                                  |
| Stormwatch                          | Jethro Tull                                            | Chrysalis Records                                | 14. September 1979        | Folk-Rock, Progressive Rock                |                                  |
| Strangers in the Night              | UFO                                                    | Chrysalis Records                                | Januar 1979               | Hard Rock                                  | Live-Doppelalbum                 |
| Survival                            | Bob Marley & The Wailers                               | Tuff Gong/Island Records                         | 2. Oktober 1979           | Reggae                                     |                                  |
| The Soundhouse Tapes                | Iron Maiden                                            | Rock Hard                                        | 9. November 1979          | Heavy Metal                                | Debüt-EP                         |
| The Wall                            | Pink Floyd                                             | Harvest Records (Europa), Columbia Records (USA) | 30. November 1979         | Artrock                                    |                                  |
| Three                               | U2                                                     | CBS Irland                                       | 26. September 1979        | Post-Punk                                  | Debüt-EP                         |
| Three Imaginary Boys                | The Cure                                               | Fiction Records                                  | 11. Mai 1979              | Post-Punk                                  | Debütalbum                       |
| Tivoli Gardens, Copenhagen, Denmark | Stéphane Grappelli                                     | Universal                                        | 1979                      | Jazz                                       |                                  |
| Tusk                                | Fleetwood Mac                                          | Reprise Records                                  | 12. Oktober 1979          | Rock                                       |                                  |
| Unbehagen                           | Nina Hagen                                             | Epic Records                                     | 4. Dezember 1979          | R&B, Pop, Disco                            |                                  |
| Unknown Pleasures                   | Joy Division                                           | Factory Records                                  | 15. Juni 1979             | Post-Punk                                  |                                  |
| Valley of the Dolls                 | Generation X                                           | Chrysalis                                        | 26. Januar 1979           | Rock, Punk                                 |                                  |
| Van Halen II                        | Van Halen                                              | Warner Bros.                                     | 23. März 1979             | Hard Rock, Heavy Metal                     |                                  |
| Victim of Love                      | Elton John                                             | MCA (US/Canada), Rocket (UK)                     | 13. Oktober 1979          | Disco                                      |                                  |
| Voulez-Vous                         | ABBA                                                   | Polar, Universal                                 | 23. April 1979            | Pop                                        |                                  |
| Weihnachten mit Andrea Jürgens      | Andrea Jürgens                                         | Ariola                                           | 31. Oktober 1979          | Schlager                                   |                                  |
| Whatever You Want                   | Status Quo                                             | Vertigo Records                                  | 12. Oktober 1979          | Hardrock                                   |                                  |

## Geboren

### Januar
- 01. Januar: Brody Dalle, australische Sängerin und Gitarristin
- 01. Januar: Gisela, spanische Sängerin
- 02. Januar: Allessa, österreichische Schlagersängerin
- 02. Januar: Knut Andreas, deutscher Musikwissenschaftler und Dirigent
- 02. Januar: Sławek Jaskułke, polnischer Jazzmusiker (Piano, Komposition)
- 03. Januar: Koit Toome, estnischer Popsänger und Musicalstar
- 04. Januar: Drag-On, US-amerikanischer Rapper
- 06. Januar: Christina Chanée, dänisch-thailändische Sängerin
- 07. Januar: Zdeněk Klauda, tschechischer Komponist und Musikwissenschaftler
- 07. Januar: Aloe Blacc, US-amerikanischer Sänger
- 08. Januar: David Civera, spanischer Popsänger
- 08. Januar: Birte Hanusrichter, deutsche Schauspielerin und Sängerin
- 14. Januar: Soprano, französischer Rapper

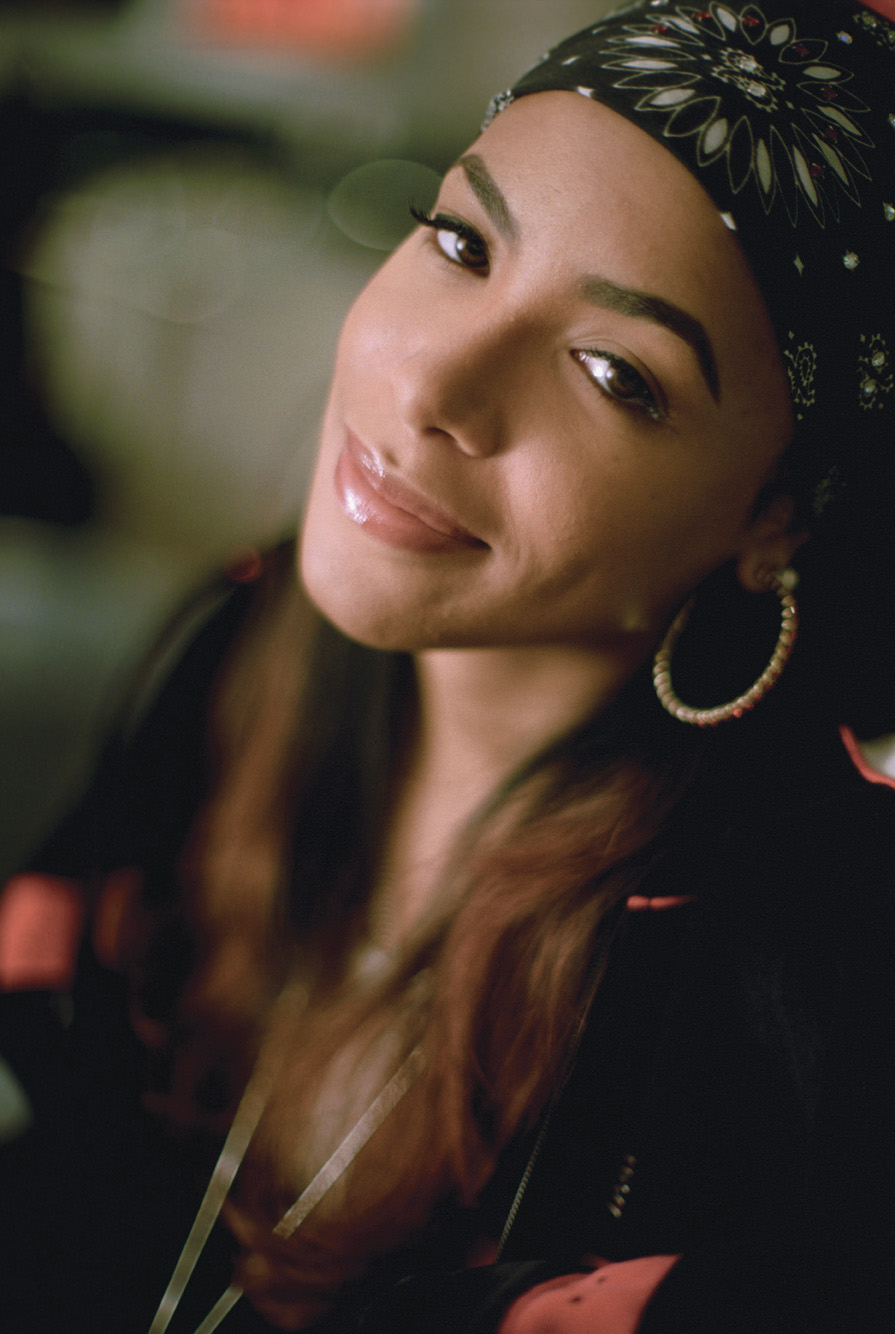
Aaliyah; * 16. Januar

- 16. Januar: Aaliyah, US-amerikanische Rhythm-and-Blues-Sängerin († 2001)
- 19. Januar: Wiley, britischer Rapper
- 20. Januar: Rob Bourdon, US-amerikanischer Schlagzeuger
- 20. Januar: Will Young, britischer Sänger
- 23. Januar: Nils Jørgen Kaalstad, norwegischer Schauspieler und Musiker
- 24. Januar: Tatyana Ali, US-amerikanische Schauspielerin und Sängerin
- 26. Januar: Vital Julian Frey, schweizerischer Cembalist

### Februar
- 08. Februar: Josh Keaton, US-amerikanischer Schauspieler und Musiker
- 11. Februar: Brandy Norwood, US-amerikanische Sängerin und Schauspielerin
- 15. Februar: Philipp Sageder, österreichischer Jazzmusiker (Gesang, Komposition)
- 16. Februar: Noé Reinhardt, französischer Gitarrist
- 21. Februar: Jennifer Love Hewitt, US-amerikanische Schauspielerin und Sängerin
- 22. Februar: Débora Falabella, brasilianische Schauspielerin und Sängerin
- 24. Februar: Andreas Ballnus, deutscher Gitarrist
- 25. Februar: Jake La Furia, italienischer Rapper
- 27. Februar: Pumeza Matshikiza, südafrikanische Opernsängerin
- 28. Februar: Sander van Doorn, niederländischer DJ und Musikproduzent

### März
- 08. März: Apathy, US-amerikanischer Rapper
- 08. März: Shola Ama, britische Sängerin
- 09. März: Joe Hursley, US-amerikanischer Schauspieler und Sänger
- 11. März: Benji Madden, US-amerikanischer Gitarrist (Good Charlotte)
- 11. März: Joel Madden, US-amerikanischer Sänger (Good Charlotte)

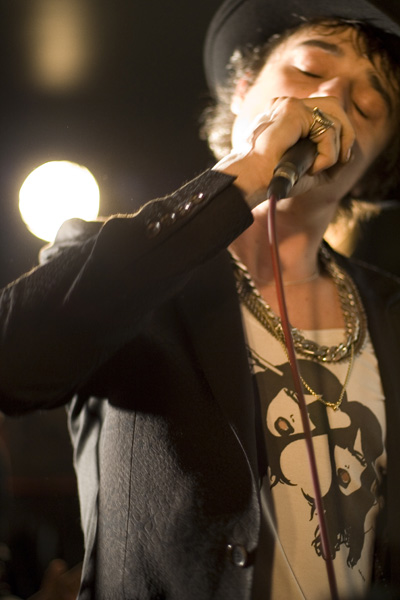
Pete Doherty; * 12. März

- 12. März: Pete Doherty, britischer Rockmusiker
- 13. März: Claus Woschenko, deutscher Komponist
- 15. März: A’Salfo, ivorischer Sänger
- 16. März: Leena Peisa, finnische Keyboarderin und Rocksängerin

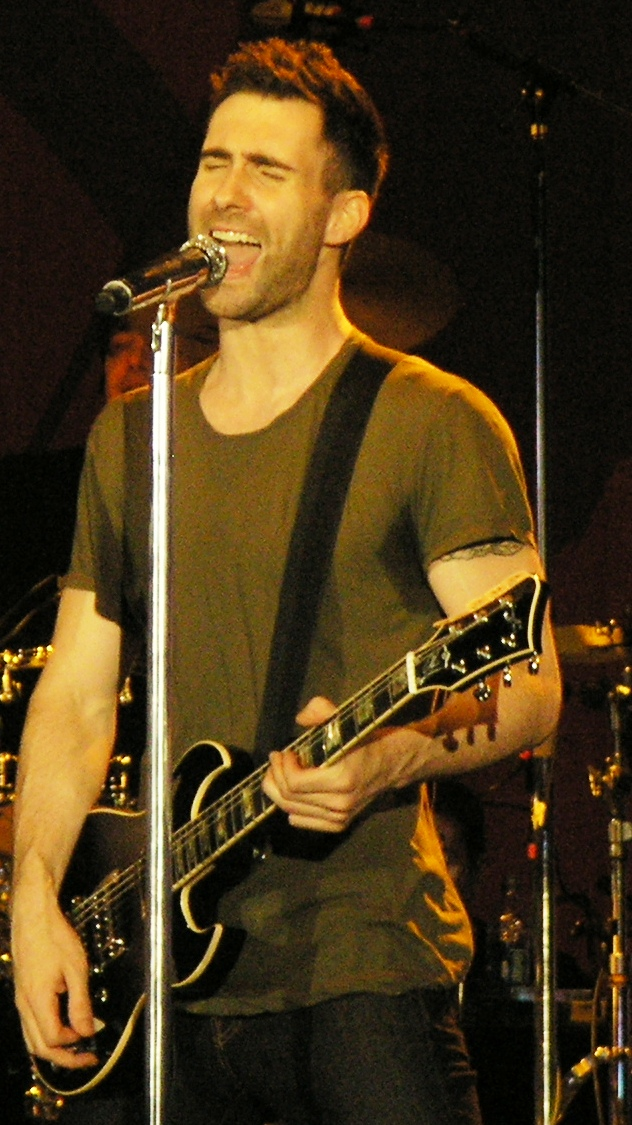
Adam Levine; * 18. März

- 18. März: Adam Levine, US-amerikanischer Sänger
- 21. März: Nina Wähä, schwedische Autorin, Schauspielerin und Sängerin
- 24. März: Jostein Hasselgård, norwegischer Popsänger
- 26. März: Manuel Rubey, österreichischer Sänger, Schauspieler und Kabarettist
- 30. März: Norah Jones, US-amerikanische Sängerin
- 30. März: Simon Webbe, britischer Sänger (Blue)

### April
- 04. April: Andy McKee, US-amerikanischer Gitarrist
- 08. April: Alexi Laiho, finnischer Musiker († 2020)
- 09. April: Vesna Pisarović, kroatische Sängerin und Komponistin

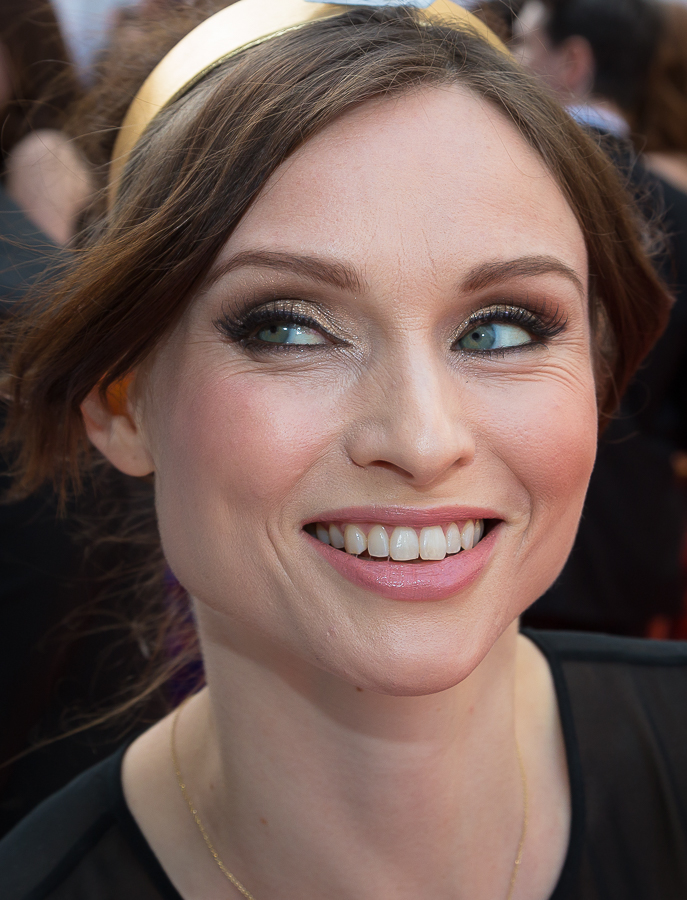
Sophie Ellis-Bextor; * 10. April

- 10. April: Sophie Ellis-Bextor, britische Sängerin
- 12. April: Thomas Dybdahl, norwegischer Musiker
- 13. April: J-Luv, deutscher Soulsänger
- 13. April: Héctor Eliel Márquez Fornieles, spanischer Pianist, Komponist und Dirigent
- 20. April: Jussi Hautamäki, finnischer Skispringer und Musiker
- 20. April: Kenneth Kapstad, norwegischer Schlagzeuger
- 20. April: Fady Maalouf, libanesischer Popsänger und Finalist bei Deutschland sucht den Superstar
- 23. April: Arash, iranischer Sänger
- 23. April: Fərqanə Qasımova, aserbaidschanische Mughamsängerin
- 23. April: Ryan Sinn, US-amerikanischer Bassist
- 23. April: Mac Tyer, französischer Rapper
- 23. April: Lauri Ylönen, finnischer Sänger und Songwriter von The Rasmus
- 26. April: Janne Viljami „Warman“ Wirman, finnischer Musiker und Keyboarder
- 28. April: Sofia Vitória, portugiesische Sängerin

### Mai
- 04. Mai: Meike Anlauff, deutsche Rock- und Popsängerin
- 04. Mai: Danny Byrd, britischer DJ
- 04. Mai: Mieze Katz, deutsche Sängerin
- 05. Mai: Silva Gonzalez, deutscher Sänger, Schauspieler und Entertainer
- 06. Mai: Gunther Göbbel, Bandmitglied von Lemon Ice
- 09. Mai: Andrew W. K., US-amerikanischer Rockmusiker
- 09. Mai: Pierre Charles Bouvier, Frontmann (Simple Plan)
- 10. Mai: Lee Hyori, südkoreanische Sängerin
- 13. Mai: Amruta Subhash, indische Schauspielerin und Sängerin
- 14. Mai: Bleona Qereti, albanische Popsängerin
- 17. Mai: Ville Aaltonen, finnischer Bandyspieler
- 19. Mai: Shooter Jennings, US-amerikanischer Country-Sänger
- 20. Mai: Jana Pallaske, deutsche Schauspielerin und Sängerin
- 25. Mai: Elli Erl, deutsche Sängerin
- 27. Mai: Matthias Anton, deutscher Saxophonist und Hochschullehrer
- 27. Mai: Capkekz, deutschsprachiger Rapper marokkanischer Abstammung

### Juni
- 03. Juni: Robert Jakimovski, deutscher Musiker und Autor
- 05. Juni: Peter Wentz, US-amerikanischer Bassist und Songwriter
- 05. Juni: David Bisbal, spanischer Sänger
- 11. Juni: Monster Mike Welch, US-amerikanischer Bluesgitarrist, Sänger und Songwriter
- 12. Juni: Amandine Bourgeois, französische Sängerin
- 12. Juni: Oscar Loya, US-amerikanischer Musicaldarsteller und Sänger
- 14. Juni: Norman Magolei, deutscher Moderator, Animateur und Schlagersänger
- 14. Juni: Marcus Melzwig, deutscher Schauspieler und Sänger
- 14. Juni: Johannes Moser, deutscher Cellist
- 16. Juni: Emmanuel Moire, französischer Sänger
- 18. Juni: David Reiland, belgischer Dirigent
- 19. Juni: Monika Medek, eine österreichische Opern- und Konzertsängerin (Sopran)
- 20. Juni: Charlotte Hatherley, britische Rocksängerin und Gitarristin
- 22. Juni: Sammy Amara, deutscher Grafikdesigner, Sänger, Frontmann und Songwriter

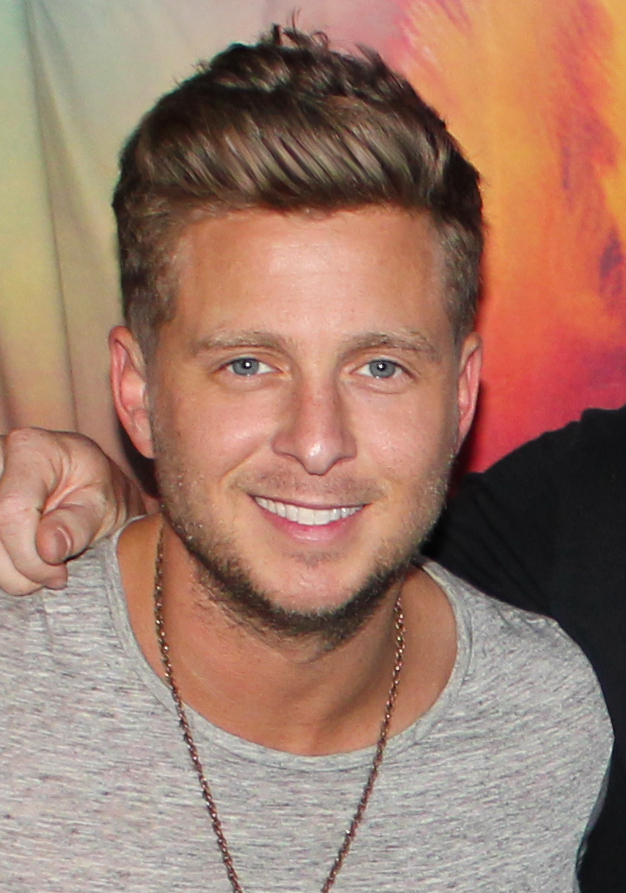
Ryan Tedder; * 26. Juni

- 26. Juni: Ryan Tedder, amerikanischer Sänger, Songwriter und Produzent, Frontsänger (OneRepublic)
- 29. Juni: Barış Akarsu, türkischer Rockmusiker und Schauspieler († 2007)
- 30. Juni: Andy Burrows, britischer Musiker
- 30. Juni: Miriam Christine, maltesische Popmusikerin und Gesangslehrerin

### Juli
- 02. Juli: Diana Gurzkaia, georgisch-russische Sängerin
- 02. Juli: Milan Nikolić, serbischer Akkordeonist
- 04. Juli: Kazem Abdullah, US-amerikanischer Dirigent und Musiker
- 08. Juli: Andre, armenischer Sänger
- 08. Juli: Freeway, US-amerikanischer Rapper
- 09. Juli: Patrice Bart-Williams, deutscher Reggae-Sänger
- 11. Juli: Lauris Reiniks, lettischer Sänger, Komponist, Schauspieler und Showmaster
- 12. Juli: Christian Wunderlich, deutscher Schauspieler und Sänger
- 13. Juli: Alexander Schubert, deutscher Musiker
- 14. Juli: Ibelisse Guardia Ferragutti, bolivianische Multimediakünstlerin
- 20. Juli: Jane Plank, US-amerikanische Schauspielerin und Sängerin
- 25. Juli: Stefanie Hertel, deutsche Sängerin
- 28. Juli: Birgitta Haukdal, isländische Popsängerin
- 30. Juli: Klaus Ellerhusen Holm, norwegischer Jazzmusiker (Holzblasinstrumente)
- 31. Juli: Felix Falk, deutscher Jazzmusiker, Arrangeur und Komponist

### August
- 02. August: Gregor Glanz, österreichischer Schlagersänger
- 03. August: Vivian Lindt, deutsche Schlagersängerin
- 03. August: Maria Mittet, norwegische Sängerin
- 05. August: Majka, ungarischer Rapper, Songwriter und TV-Moderator
- 07. August: Gangsta Boo, US-amerikanische Rapperin († 2023)
- 07. August: Tobias Thalhammer, Schlagersänger und bayerischer Politiker

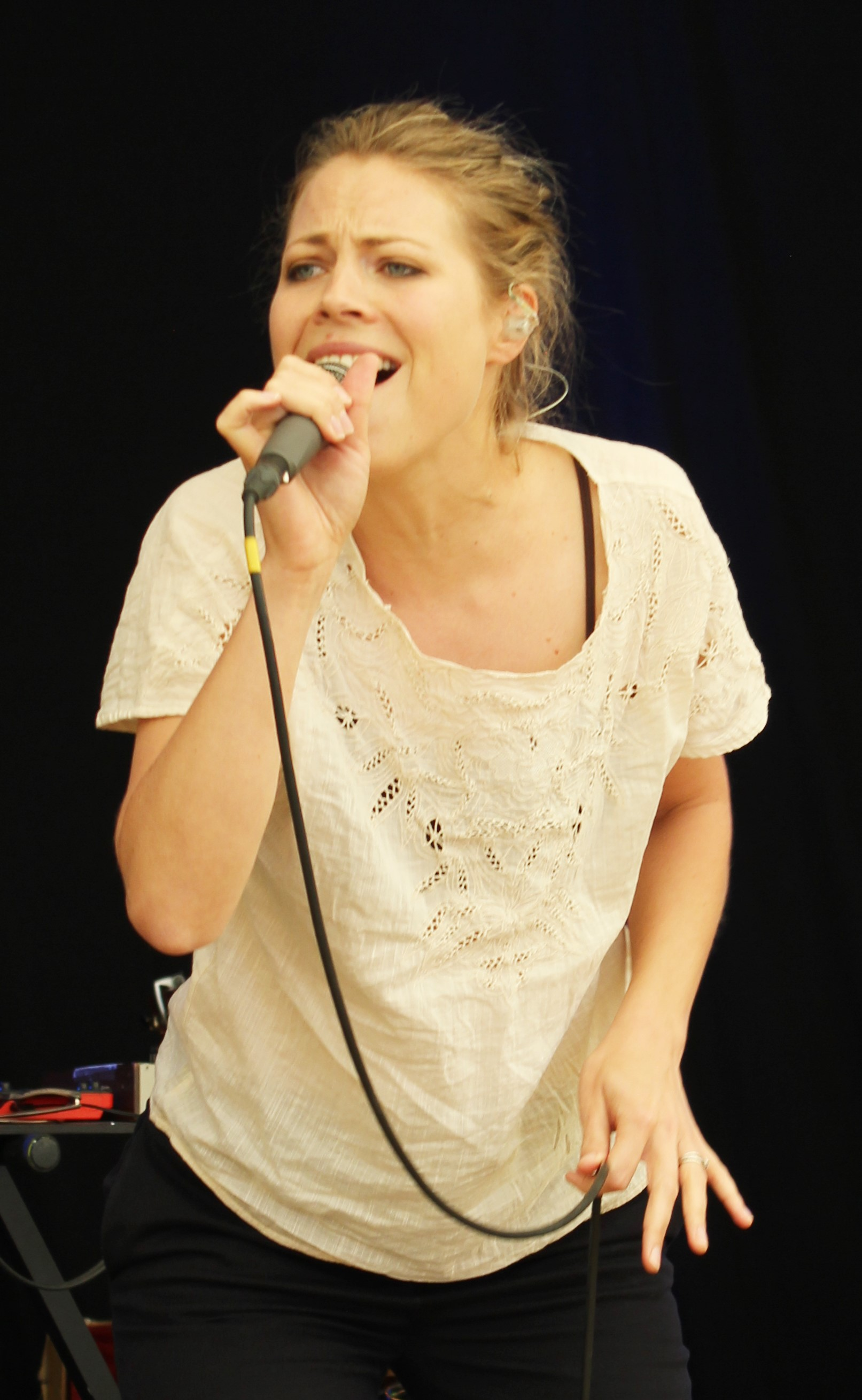
Jaël Malli; * 19. August

- 19. August: Jaël Malli, Schweizer Musikerin

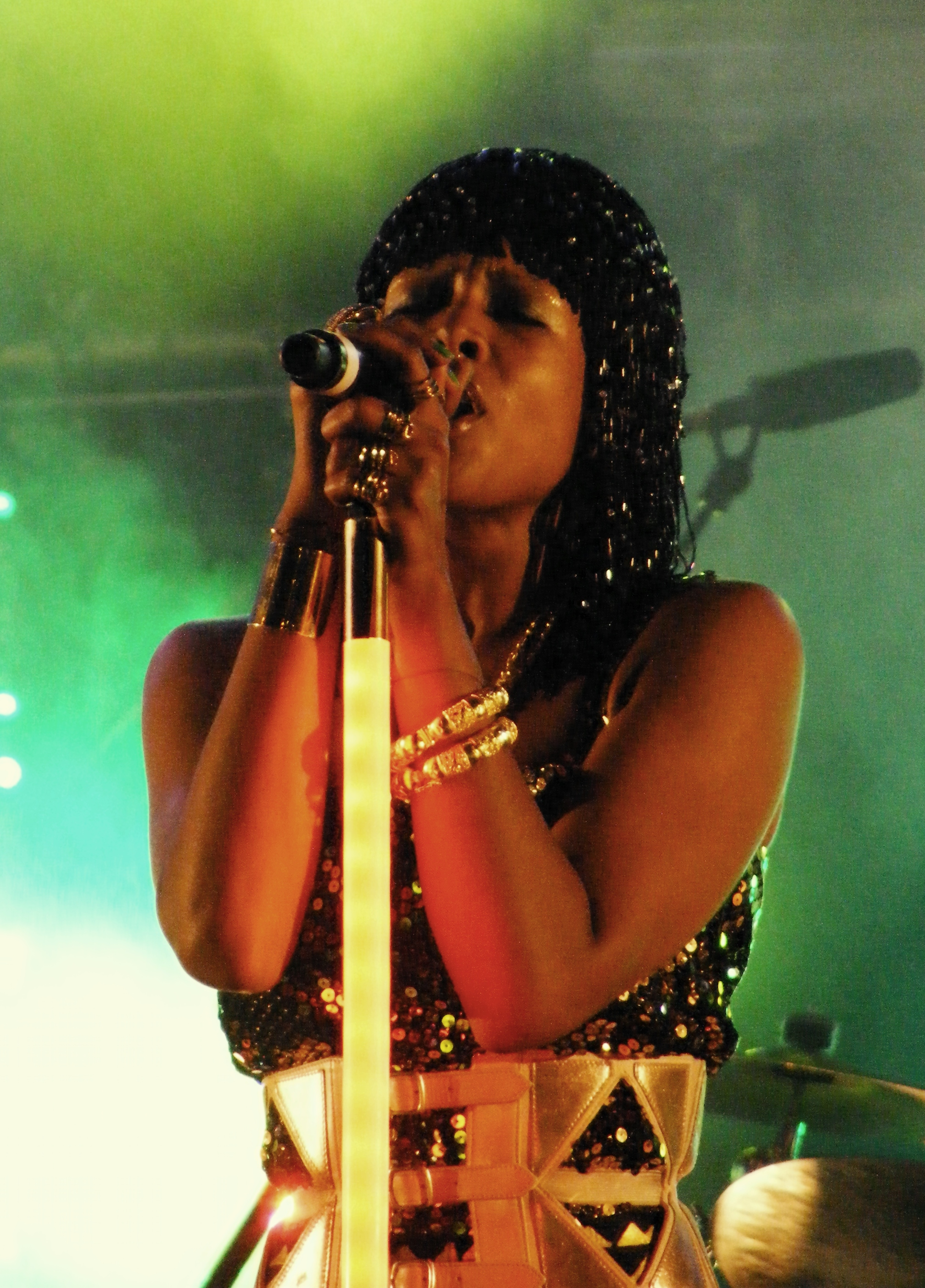
Kelis; * 21. August

- 21. August: Kelis, US-amerikanische Hip-Hop- und R&B-Sängerin
- 22. August: Natalia Barbu, moldauische Sängerin
- 26. August: Yağmur Sarıgül, türkischer Musiker
- 31. August: Nanne Emelie, dänische Sängerin, Melodic-Jazz, Pop, Soul

### September
- 03. September: Tomislav „Tomo“ Miličević, US-amerikanischer Gitarrist

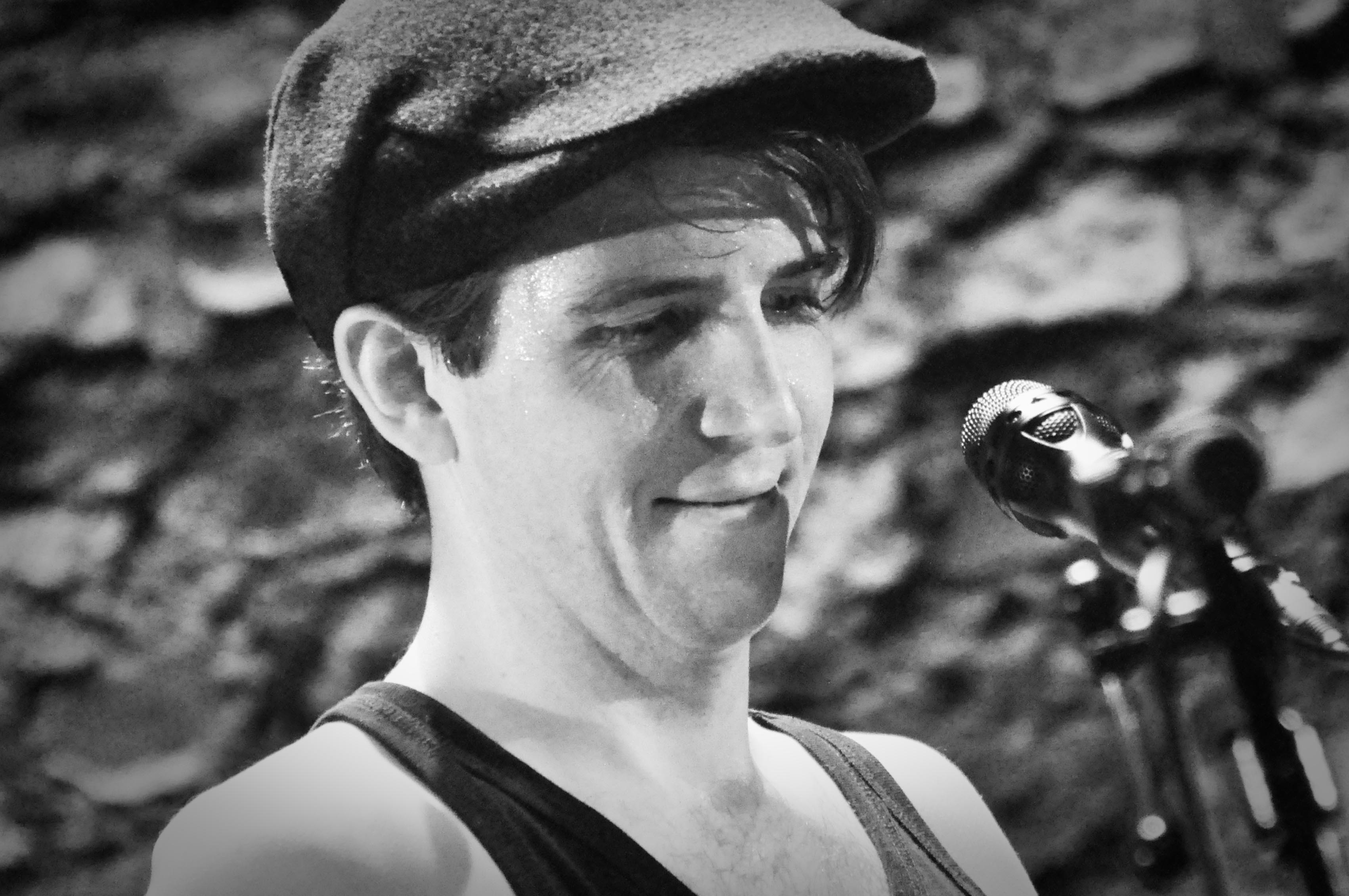
Owen Pallett; * 7. September

- 07. September: Owen Pallett, kanadischer Violinist und Sänger

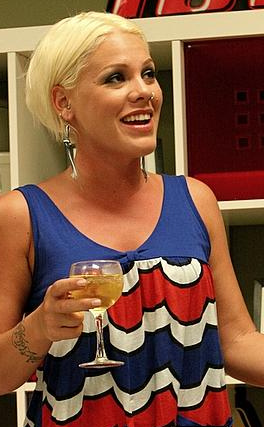
Pink; * 8. September

- 08. September: Pink, US-amerikanische Sängerin
- 13. September: Geike Arnaert, belgische Musikerin
- 14. September: Christian Besch, deutscher Produzent, Keyboarder, Songwriter, Musical Director, Hochschuldozent und Business-Trainer
- 14. September: Dota, deutsche Liedermacherin und Musikproduzentin
- 16. September: Fanny, französische Sängerin

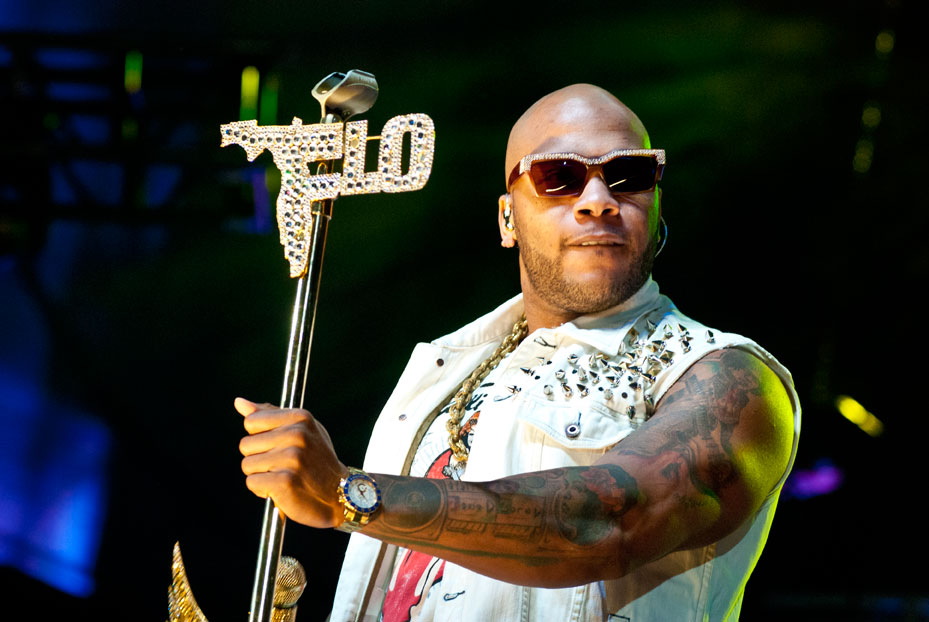
Flo Rida; * 17. September

- 17. September: Flo Rida, US-amerikanischer Rapper
- 19. September: Uraz Kıvaner, türkischer Jazzmusiker (Piano, Komposition)
- 19. September: Mounira Mitchala, tschadische Sängerin, Komponistin und Schauspielerin
- 21. September: Kristina Arnaudova, mazedonische Popsängerin
- 22. September: Gaba Kulka, polnische Singer-Songwriterin
- 29. September: Gaitana, ukrainische Popsängerin
- 30. September: Rushad Eggleston, US-amerikanischer Cellist, Kazoospieler, Jazzsänger und Komponist

### Oktober
- 01. Oktober: Senhit, italienische Popsängerin eritreischer Abstammung
- 03. Oktober: Adam Jaskolka, deutscher Schauspieler, Sänger und Regisseur
- 03. Oktober: Philipp Weigl, deutscher Komponist und Musikpädagoge
- 04. Oktober: Dirk Schiefen, deutscher Trompeter
- 06. Oktober: Mercedes Díaz García, spanische Dirigentin
- 08. Oktober: Alexander Shelley, britischer Dirigent
- 09. Oktober: Csézy, ungarische Sängerin
- 09. Oktober: Georgina Verbaan, niederländische Sängerin, Fernsehmoderatorin und Schauspielerin
- 10. Oktober: Mýa, US-amerikanische Sängerin, Songschreiberin, Tänzerin und Schauspielerin
- 11. Oktober: Adam M. L. Tice, US-amerikanischer Kirchenmusiker, Komponist und Hymnendichter
- 15. Oktober: Claudio Naber, deutscher Rapper
- 18. Oktober: Ne-Yo, US-amerikanischer R&B-Sänger, Songwriter und Schauspieler
- 23. Oktober: Kirill Gerstein, russisch-US-amerikanischer Jazz- und Klassikpianist
- 23. Oktober: Vanessa Petruo, deutsche Popsängerin
- 23. Oktober: Friedrich Kautz, deutscher Rapper

### November
- 06. November: Gerli Padar, estnische Sängerin
- 10. November: Andreas Lehmann, deutscher Komponist
- 12. November: Kristine Opolais, lettische Sopranistin
- 14. November: Patrick Metzger, deutscher Schlagzeuger, Schlagzeuglehrer, Autor und Dozent
- 22. November: Chris Doran, irischer Sänger
- 27. November: Hilary Hahn, US-amerikanische Violinistin
- 27. November: Eero Heinonen, finnischer Bassist der Band The Rasmus
- 28. November: Chamillionaire, US-amerikanischer Rapper
- 29. November: Game, US-amerikanischer Rapper

### Dezember
- 02. Dezember: Səbinə Babayeva, aserbaidschanische Sängerin

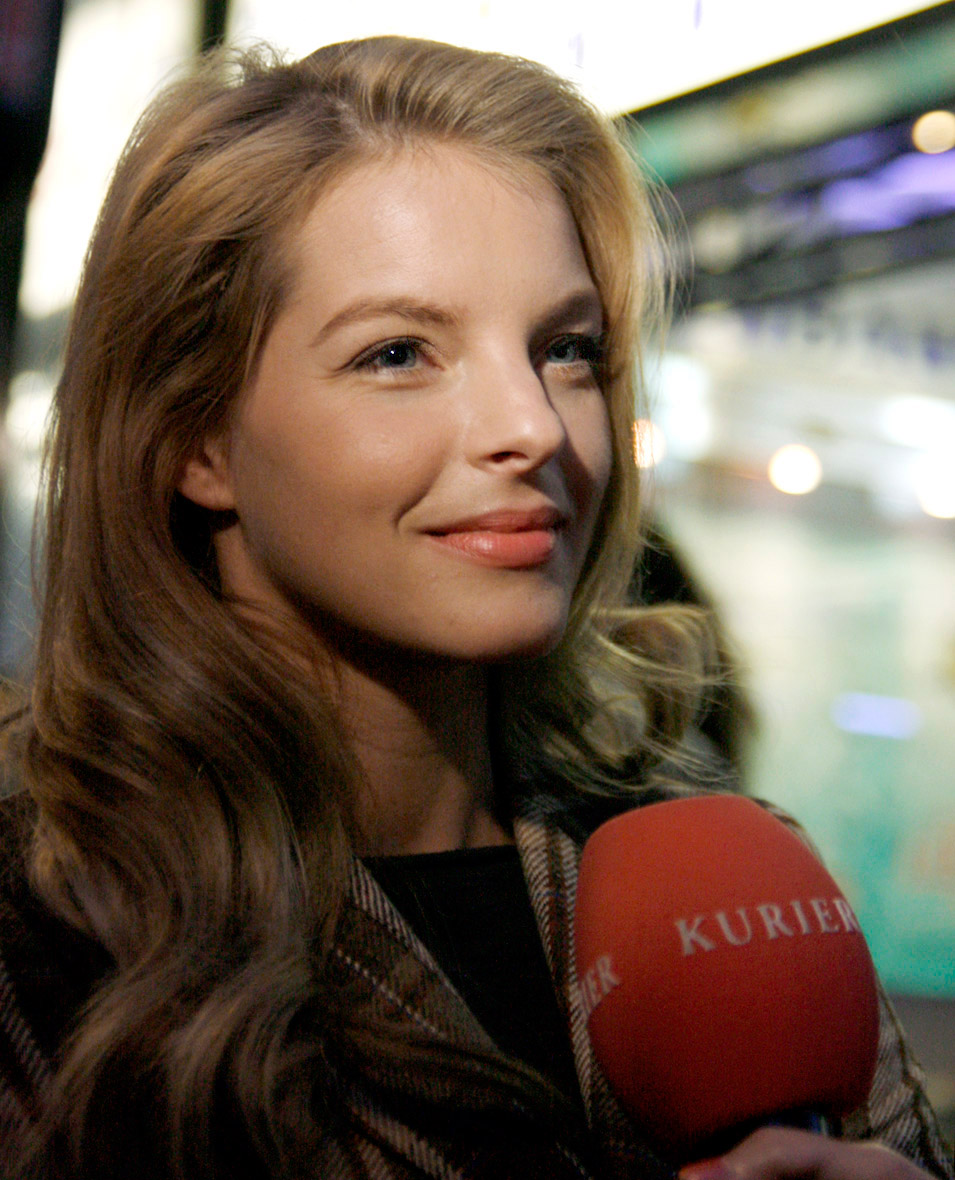
Yvonne Catterfeld; * 2. Dezember

- 02. Dezember: Yvonne Catterfeld, deutsche Popsängerin und Schauspielerin
- 04. Dezember: Maite Kelly, Sängerin, Mitglied der Band The Kelly Family
- 08. Dezember: Matthias Maierhofer, österreichischer Organist und Kirchenmusiker
- 08. Dezember: Nick Thune, US-amerikanischer Schauspieler, Comedian und Musiker
- 09. Dezember: Manuel Romeike alias King Orgasmus One, deutscher Rapper
- 10. Dezember: Tora Augestad, norwegische Klassik-, Neue Musik- und Jazz-Sängerin, Dirigentin und Schauspielerin
- 12. Dezember: Emin Araz oğlu Ağalarov, aserbaidschanischer Sänger und Komponist
- 12. Dezember: Diego Baldenweg, australischer Filmmusik-Komponist
- 13. Dezember: Pavel Šmolík, tschechischer Organist, Chorleiter und Dirigent mit Schwerpunkt Kirchenmusik
- 17. Dezember: T.G. Copperfield, deutscher Gitarrist und Songwriter
- 19. Dezember: Barbora Vaculíková, tschechische Sängerin, Texterin, Songwriterin
- 20. Dezember: Ehud Asherie, US-amerikanischer Jazzmusiker
- 23. Dezember: Ina Paule Klink, deutsche Schauspielerin und Sängerin
- 23. Dezember: Juliet Sikora, polnisch-deutsche House-DJ und Remixerin
- 25. Dezember: Ferman Akgül, türkischer Songwriter und Sänger
- 27. Dezember: Walker Hayes, US-amerikanischer Country-Musiker und Songwriter
- 28. Dezember: B-Tight, deutscher Rapper
- 28. Dezember: Senna Guemmour, deutsche Sängerin der Band Monrose

### Genaues Geburtsdatum unbekannt
- Rouzbeh Asgarian, Gitarrist, Komponist, Arrangeur, Kurator und musikalischer Leiter
- Jacob Bellens, dänischer Singer-Songwriter
- Bálint Bolcsó, ungarischer Musiker (Elektronik, Komposition)
- Daniel Bruun, dänischer Organist
- Viviane Chassot, Schweizer Akkordeonistin
- Bijan Chemirani, iranischer Perkussionist
- Gareth Davis, britischer Musiker (Klarinetts, Bassklarinette)
- Natalia González Figueroa, argentinische Pianistin
- Tobias Haaks, deutscher Opern- und Konzertsänger
- Daniel Harter, evangelischer Pastor, Musik-Missionar und Autor
- Elza van den Heever, südafrikanische Sopranistin
- Tom Hugo, norwegischer Sänger und Songwriter
- Jo Jena, deutscher Gitarrist und Komponist
- James Lee, südkoreanischer Opernsänger
- Scott Lee, US-amerikanischer Bratschist und Musikpädagoge
- Brad Linde, US-amerikanischer Jazzmusiker (Saxophon, Klarinette)
- Vincent Membrez, Schweizer Jazz- und Improvisationsmusiker (Piano, Synthesizer, Komposition)
- Elias Nardi, italienischer Musiker des World Jazz (Oud, Komposition)
- Maria Neckam, österreichische Jazz- und Popmusikerin (Gesang, Komposition)
- David Pichlmaier, deutscher Opernsänger
- Inga Raab, deutsche Cellistin
- Tony Roe, niederländischer Jazzmusiker (Piano, Keyboard, Synthesizer, Komposition)
- Matthias Roth, Schweizer Musiker
- Nathalie Sorce, belgische Sängerin
- Joachim Spieth, deutscher Musikproduzent und DJ
- Ofer Waldman, deutsch-israelischer Autor, Musiker und Aktivist
- Patrick Watson, kanadischer Singer-Songwriter
- Miranda Wilson, neuseeländisch-US-amerikanische Cellistin

### Geboren um 1979
- Elke Bartholomäus, deutsche Vokalistin und Komponistin
- Alina Bzhezhinska, ukrainische Jazzmusikerin (Harfe, Komposition)
- Daniel Franck, schwedischer Jazzmusiker (Kontrabass)
- Fanny Paccoud, französische Geigerin und Bratschistin

## Gestorben

### Januar
- 01. Januar: Margerita Trombini-Kazuro, polnische Pianistin, Cembalistin und Musikpädagogin (* 1891)
- 04. Januar: Peter Frankenfeld, deutscher Schauspieler, Showmaster, Sänger (* 1913)
- 05. Januar: Hans Henning Jordan, deutscher Lautenbauer (* 1905)

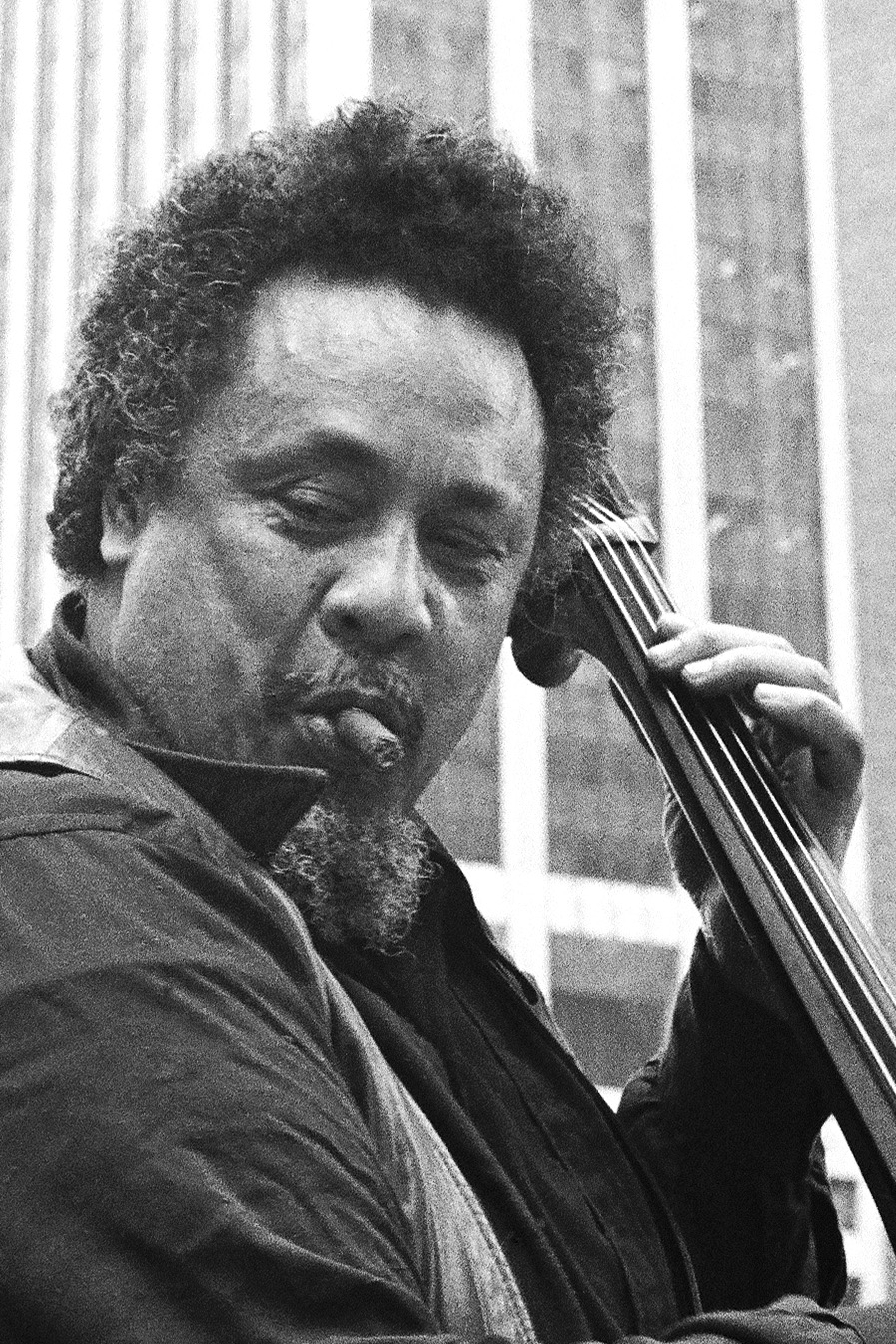
Charles Mingus; † 5. Januar

- 05. Januar: Charles Mingus, US-amerikanischer Jazzmusiker (* 1922)
- 07. Januar: Zbigniew Turski, polnischer Komponist und Dirigent (* 1908)
- 08. Januar: Sara Carter, US-amerikanische Country-Sängerin (* 1898)
- 09. Januar: Józef Chwedczuk, polnischer Organist und Musikpädagoge (* 1902)
- 13. Januar: Donny Hathaway, US-amerikanischer Soul-Musiker (* 1945)
- 20. Januar: Gustav Winckler, dänischer Jazz- und Schlagersänger (* 1925)

### Februar

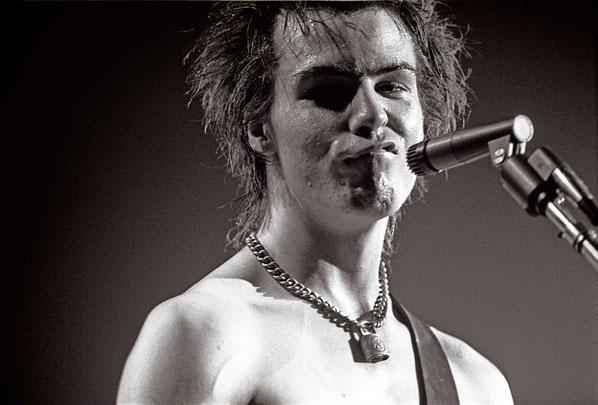
Sid Vicious; † 2. Februar

- 02. Februar: Sid Vicious, britischer Punkrock-Musiker (* 1957)
- 17. Februar: Al Stillman, US-amerikanischer Songwriter (* 1906)

### März
- 15. März: Sheila Henig, kanadische Pianistin und Sängerin (* 1934)
- 16. März: Dany Dauberson, französische Sängerin und Schauspielerin (* 1925)
- 18. März: Nicholas Fiore, kanadischer Flötist und Musikpädagoge (* 1918)
- 25. März: Anton Heiller, österreichischer Komponist, Organist und Musikpädagoge (* 1923)
- 25. März: Franco Manzecchi, italienischer Jazz-Schlagzeuger (* 1931)

### April
- 03. April: Cornelius Ysselstyn, kanadischer Cellist und Musikpädagoge (* 1904)
- 10. April: Dom Paul Benoit, Luxemburger Komponist (* 1893)
- 10. April: Nino Rota, italienischer Komponist (* 1911)
- 21. April: Franzleo Andries, deutscher Komponist, Musikproduzent und Schlagertexter (* 1912)
- 28. April: Feliks Łabuński, polnisch-amerikanischer Komponist, Pianist und Musikpädagoge (* 1892)
- 28. April: Willi Stech, deutscher Pianist, Bandleader und Komponist (* 1905)

### Mai
- 08. Mai: Anna Ono, russisch-japanische Violinistin und Hochschullehrerin (* 1890)
- 11. Mai: Lester Flatt, US-amerikanischer Country-Musiker (* 1914)
- 11. Mai: Josef Petrak, österreichischer Liedtexter und Komponist (* 1908)
- 22. Mai: Kurt Jooss, deutscher Tänzer, Choreograf und Tanzpädagoge (* 1901)
- 24. Mai: Francisco Casabona, brasilianischer Komponist (* 1894)
- 24. Mai: Marvin Duchow, kanadischer Komponist, Musikwissenschaftler und -pädagoge (* 1914)

### Juni
- 05. Juni: Heinz Erhardt, deutscher Komiker, Musiker, Entertainer, Schauspieler, Dichter (* 1909)
- 06. Juni: José Reyes, Flamencosänger aus Südfrankreich (* 1928)
- 13. Juni: Sunshine Sue, US-amerikanische Country-Musikerin (* 1915)
- 14. Juni: Ahmed Zahir, afghanischer Sänger (* 1946)
- 16. Juni: Roy Knapp, US-amerikanischer Perkussionist und Musikpädagoge (* 1891)
- 21. Juni: Angus MacLise, US-amerikanischer Schlagzeuger, Komponist, Dichter und bildender Künstler (* 1938)
- 25. Juni: Ewa Bandrowska-Turska, polnische Sängerin und Musikpädagogin (* 1894)

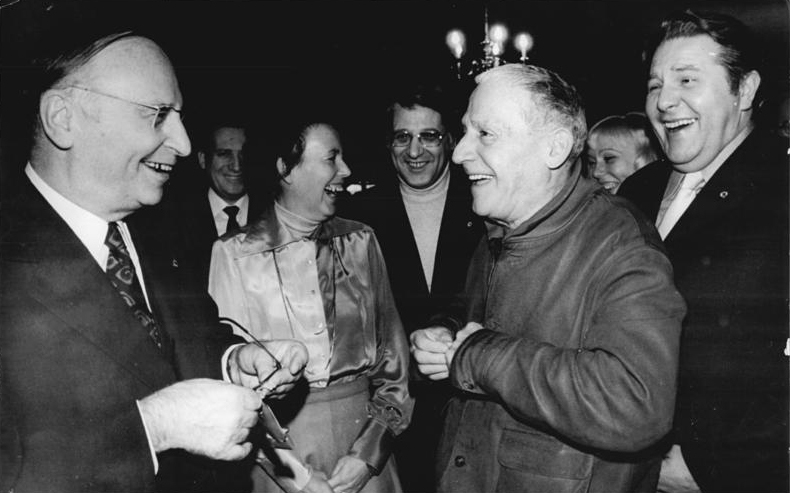
Paul Dessau; † 28. Juni

- 28. Juni: Paul Dessau, deutscher Komponist und Dirigent (* 1894)
- 29. Juni: Lowell George, US-amerikanischer Musiker (* 1945)

### Juli
- 02. Juli: Paul Preis, deutscher Komponist, Kapellmeister, Dirigent und Theaterleiter (* 1900)
- 06. Juli: Van McCoy, US-amerikanischer Musiker und Produzent (* 1940)
- 08. Juli: Charles Kynard, US-amerikanischer Kirchenorganist und Hammond-Orgel-Spieler (* 1933)
- 10. Juli: Arthur Fiedler, US-amerikanischer Dirigent und Violinist (* 1894)
- 12. Juli: Kalervo Tuukanen, finnischer Komponist (* 1909)
- 13. Juli: Lesley Riddle, US-amerikanischer Musiker (* 1905)
- 16. Juli: Alfred Deller, englischer Sänger (* 1912)
- 18. Juli: Herbert Hennies, deutscher Schauspieler, Hörspielsprecher, Schriftsteller und Liedtexter (* 1900)
- 20. Juli: Hans-Joachim Schuke, deutscher Orgelbauer (* 1908)
- 23. Juli: Mathieu Ahlersmeyer, deutscher Opernsänger und Schauspieler (* 1896)
- 28. Juli: Herbert Rehbein, deutscher Violinist, Orchesterleiter, Arrangeur und Komponist (* 1922)

### August
- 13. August: Johanna Martzy, ungarische klassische Geigerin (* 1924)
- 15. August: Asa Martin, US-amerikanischer Old-Time-Musiker (* 1900)
- 18. August: Hans Bucek, österreichischer Toningenieur und Tontechniker (* 1902)
- 19. August: Morris Surdin, kanadischer Komponist und Dirigent (* 1914)
- 22. August: Snjolaug Sigurdson, kanadische Pianistin und Musikpädagogin (* 1914)
- 25. August: Stan Kenton, US-amerikanischer Klavierspieler und -Komponist (* 1911)
- 27. August: Bolesław Szabelski, polnischer Komponist (* 1896)
- 31. August: Percival Borde, US-amerikanischer Tänzer, Choreograph und Tanzpädagoge (* 1923)

### September
- 07. September: Rita Hovink, niederländische Jazz-, Chanson- und Schlagersängerin (* 1944)
- 09. September: Ali-Naghi Vaziri, iranischer Musiker und Komponist (* 1887)
- 10. September: Stanislaw Ljudkewytsch, russischer Komponist (* 1879)
- 14. September: Raymond Loucheur, französischer Komponist (* 1899)
- 24. September: Michelangelo Abbado, italienischer Violinist, Dirigent und Musikpädagoge (* 1900)
- 25. September: Tapio Rautavaara, finnischer Leichtathlet, Musiker und Schauspieler (* 1915)
- 27. September: Jimmy McCulloch, britischer Musiker (* 1953)

### Oktober
- 01. Oktober: Roy Harris, US-amerikanischer Komponist (* 1898)
- 03. Oktober: Humberto Teixeira, brasilianischer Musiker und Komponist (* 1915)
- 06. Oktober: Tatjana Iwanow, deutsche Schauspielerin und Sängerin (* 1925)
- 08. Oktober: David Izenzon, US-amerikanischer Jazz-Bassist (* 1932)
- 10. Oktober: Paul Paray, französischer Dirigent und Komponist (* 1886)
- 13. Oktober: Rebecca Clarke, englische Komponistin und Bratschistin (* 1886)
- 14. Oktober: Arthur Mendel, US-amerikanischer Chordirigent, Musikwissenschaftler und -pädagoge (* 1905)
- 15. Oktober: Gus Cannon, US-amerikanischer Blues-Musiker (* 1883)
- 17. Oktober: Pierre Bernac, französischer Sänger und Gesangslehrer (* 1899)
- 17. Oktober: Karel Reiner, tschechischer Komponist (* 1910)
- 22. Oktober: Nadia Boulanger, französische Musikpädagogin, Komponistin und Dirigentin (* 1887)

### November
- 11. November: Dimitri Tiomkin, russisch/ukrainisch-US-amerikanischer Filmkomponist und Dirigent (* 1894)
- 17. November: Héctor Barinas, venezolanischer Sänger und Komponist (* 1935)
- 17. November: John Glascock, britischer Musiker (* 1951)
- 17. November: Roman Ryterband, polnischer Komponist, Dirigent und Pianist (* 1914)

### Dezember
- 05. Dezember: Alfred Quellmalz, deutscher Musikwissenschaftler (* 1899)
- 10. Dezember: Alfredo Núñez de Borbón, mexikanischer Geiger und Komponist (* 1908)
- 15. Dezember: Georg Trexler, deutscher Kirchenmusiker, Musikpädagoge und Komponist (* 1903)
- 16. Dezember: Vaqif Mustafazadə, aserbaidschanischer Komponist und Pianist (* 1940)
- 19. Dezember: Nat W. Finston, US-amerikanischer Komponist und Dirigent (* 1895)
- 26. Dezember: Olga Iliwicka-Dąbrowska, polnische Pianistin und Musikpädagogin (* 1910)
- 29. Dezember: Branimir Sakač, kroatischer Komponist (* 1918)
- 30. Dezember: Richard Rodgers, US-amerikanischer Musical-Komponist (* 1902)
- 31. Dezember: Claudio Ferrer, puerto-ricanischer Komponist und Sänger (* 1904)
- 31. Dezember: Marje Sink, estnische Komponistin (* 1910)

### Genaues Todesdatum unbekannt
- Eduardo Andreozzi, brasilianischer Jazzmusiker (* 1892)
- Jeanne Dusseau, kanadische Sängerin und Musikpädagogin (* 1893)
- Yusef Forutan, iranischer Setarspieler (* 1891)
- Robert Lannoy, französischer Komponist (* 1915)
- Napoleón Zayas, dominikanischer Merenguemusiker, Komponist, Saxophonist und Orchesterleiter (* 1904)

### Gestorben nach 1979
- Georges Marion, französischer Jazzmusiker (Schlagzeug) (* um 1910)